# Bonlieu-sur-Roubion
Bonlieu-sur-Roubion est une commune française, située dans le département de la Drôme, en région Auvergne-Rhône-Alpes.
Ses habitants sont dénommés les Bonilociens.

## Géographie

### Localisation
Bonlieu-sur-Roubion est située à 9,4 km à l'est de Montélimar.

### Relief et géologie
Le territoire de la commune s'inscrit dans une vaste plaine encadrée d'un cirque montagneux.

### Hydrographie
La commune est arrosée par les cours d'eau suivants :
- la rivière le Roubion[2] ;
- le ruisseau du Petit Manson, limite sud de la commune[2].

### Climat
Pour des articles plus généraux, voir Climat d'Auvergne-Rhône-Alpes et Climat de la Drôme.
En 2010, le climat de la commune est de type climat méditerranéen franc, selon une étude du CNRS s'appuyant sur une série de données couvrant la période 1971-2000. En 2020, Météo-France publie une typologie des climats de la France métropolitaine dans laquelle la commune est exposée à un climat méditerranéen et est dans la région climatique  Provence, Languedoc-Roussillon, caractérisée par une pluviométrie faible en été, un très bon ensoleillement (2 600 h/an), un été chaud (21,5 °C), un air très sec en été, sec en toutes saisons, des vents forts (fréquence de 40 à 50 % de vents > 5 m/s) et peu de brouillards. 
Pour la période 1971-2000, la température annuelle moyenne est de 13,1 °C, avec une amplitude thermique annuelle de 17,7 °C. Le cumul annuel moyen de précipitations est de 850 mm, avec 6,4 jours de précipitations en janvier et 4 jours en juillet. Pour la période 1991-2020, la température moyenne annuelle observée sur la station météorologique de Météo-France la plus proche, sur la commune de Marsanne à 6 km à vol d'oiseau, est de 13,4 °C et le cumul annuel moyen de précipitations est de 967,5 mm,. Pour l'avenir, les paramètres climatiques de la commune estimés pour 2050 selon différents scénarios d'émission de gaz à effet de serre sont consultables sur un site dédié publié par Météo-France en novembre 2022.

## Urbanisme

### Typologie
Au 1er janvier 2024, Bonlieu-sur-Roubion est catégorisée commune rurale à habitat dispersé, selon la nouvelle grille communale de densité à 7 niveaux définie par l'Insee en 2022.
Elle est située hors unité urbaine. Par ailleurs la commune fait partie de l'aire d'attraction de Montélimar, dont elle est une commune de la couronne,. Cette aire, qui regroupe 45 communes, est catégorisée dans les aires de 50 000 à moins de 200 000 habitants,.

### Occupation des sols
L'occupation des sols de la commune, telle qu'elle ressort de la base de données européenne d’occupation biophysique des sols Corine Land Cover (CLC), est marquée par l'importance des territoires agricoles (81,6 % en 2018), en diminution par rapport à 1990 (83,9 %). La répartition détaillée en 2018 est la suivante : 
terres arables (81,6 %), forêts (13,1 %), zones urbanisées (5,3 %). L'évolution de l’occupation des sols de la commune et de ses infrastructures peut être observée sur les différentes représentations cartographiques du territoire : la carte de Cassini (XVIIIe siècle), la carte d'état-major (1820-1866) et les cartes ou photos aériennes de l'IGN pour la période actuelle (1950 à aujourd'hui).

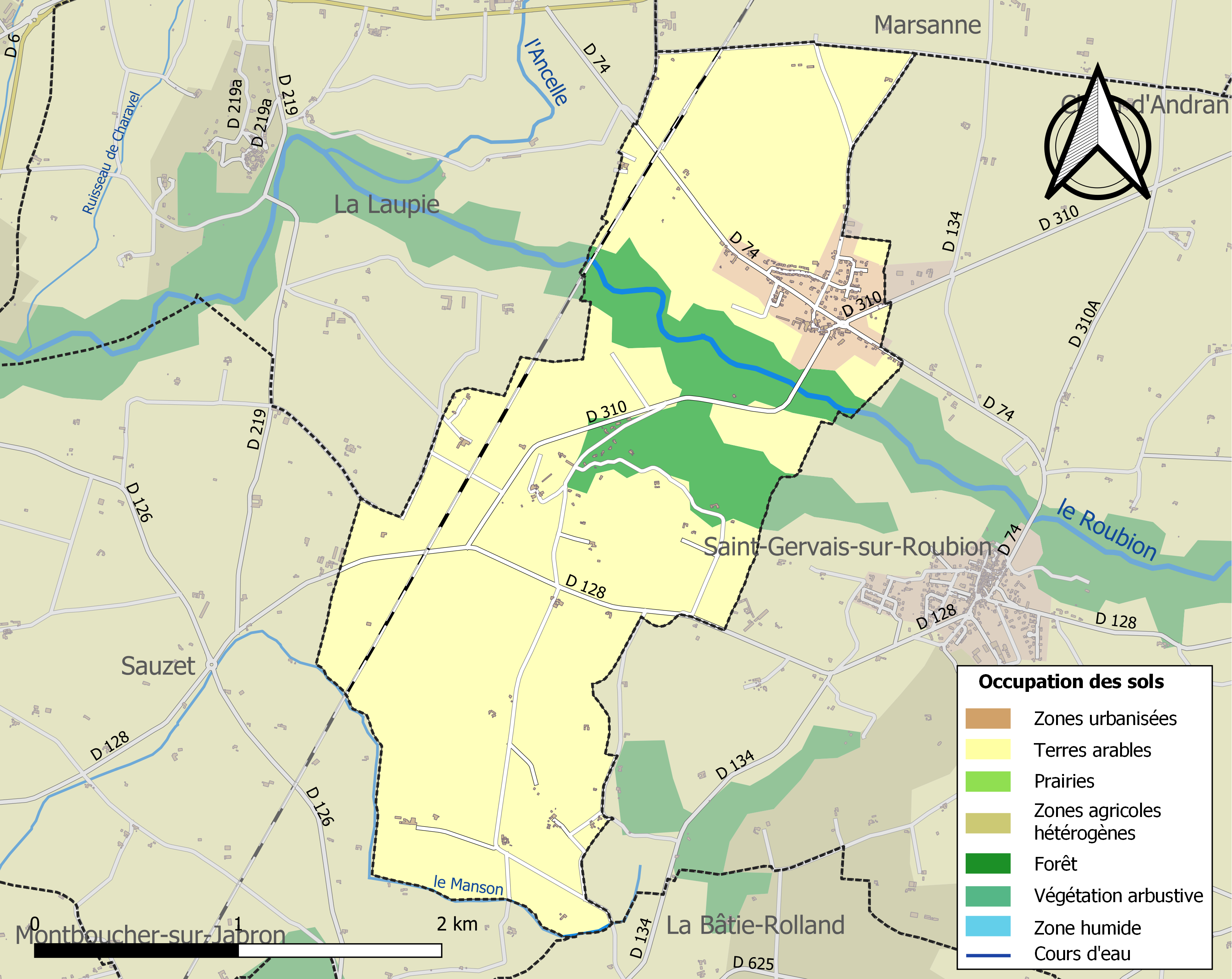
Carte des infrastructures et de l'occupation des sols de la commune en 2018 (CLC).

### Morphologie urbaine

#### Quartiers, hameaux et lieux-dits
Site Géoportail (carte IGN) :
- Boulaton
- Clairette
- Couvent des Norbertines
- Dupuy
- Grange Neuve
- le Moulin
- le Rossignol
- les Cardinaux
- les Chênes
- les Contracts
- les Financiers
- les Juanons
- les Renaudes
- les Reynières
- Maris
- Puyguillaumin
- Saint-Hubert
- Saint-Martin
- Sauvetas
- Serre d'Abran
- Urdy

Anciens quartiers, hameaux et lieux-dits :
- Andran est un quartier attesté[14] :

en 1391 : Andrans (choix de documents, 214) ;
en 1480 : in Andrancio (archives de la Drôme, E 384) ;
en 1446 : in Andrancii (inventaire de la chambre des comptes) ;
au XVIe siècle : ce quartier n'est qu'une forêt ;
en 1891 : Andran, quartier des communes de Cléon-d'Andran, de Bonlieu, de La Laupie et de Saint-Gervais.

## Toponymie

### Attestations
Dictionnaire topographique du département de la Drôme :
- 1170 : mention du monastère de religieuses cisterciennes : monasterium Sancti Monialium quod Bonus Locus dicitur (archives de la Drôme, fonds de Bonlieu).
- 1178 : abbatia Beate Marie Boni Loci (archives de la Drôme, fonds de Bonlieu).
- 1277 : monasterium Beatae Mariae Boni Loci Valentinensis, Cisterciensis ordinis (Duchesne, Comtes de Valentinois, 71).
- XIVe siècle : abbatissa Boni Loci (pouillé de Valence).
- XVe siècle : prioratus Boni Loci (pouillé de Valence).
- 1891 : Bonlieu, commune du canton de Marsanne.

Non daté[réf. nécessaire] : Bonlieu-sur-Roubion.

### Étymologie
Bonus Locus, le « bon lieu », nom donné par la comtesse Véronique de Marsanne en 1171 qui y fait construire une abbaye cistercienne de femmes,.

## Histoire
Pour un article plus général, voir Histoire de la Drôme.

### Du Moyen Âge à la Révolution
Le village de Bonlieu est né autour de son monastère dont l'église s'inscrit dans le courant de l'art roman provençal.
La seigneurie :
- Au point de vue féodal, la terre (ou seigneurie) faisait partie du patrimoine des comtes de Valentinois.
- Vers 1170 : les comtes de Valentinois fondent un monastère de religieuses cisterciennes. Ils le choisiront comme lieu de sépulture.

(autre version : En 1171, sur des terres données par ses fils, la comtesse Véronique de Marsanne fonde une abbaye cistercienne de femmes[réf. nécessaire]).
- 1447 : la seigneurie est donnée par le dauphin Louis (futur roi Louis XI) aux Adhémar de Grignan.
- 1582 : elle est cédée aux Brunier.
- 1784 : elle est vendue aux Martin de la Porte, derniers seigneurs.

Avant 1790, Bonlieu était une communauté de l'élection, subdélégation et sénéchaussée de Montélimar.

Elle formait une paroisse du diocèse de Valence. Son église, dédiée à la Sainte-Vierge, est celle d'un monastère de religieuses cisterciennes. Ruiné ensuite, ce monastère fut converti vers 1400 en un prieuré d'hommes de la dépendance de l'abbaye de Valcroissant.

### De la Révolution à nos jours
En 1790, Bonlieu devient une commune du canton de Sauzet. La réorganisation de l'an VIII (1799-1800) en fait une commune du canton de Marsanne.
À la Révolution, les bâtiments et les terres sont vendus à des particuliers[réf. nécessaire].
1871 : une communauté de religieuses, dont la fondatrice, Marie Odiot de Benoît de la Paillonne, qui avait l'intention de restaurer la branche féminine des Norbertines en France, en fait l'acquisition. Les ruines sont relevées grâce à des dons privés[réf. nécessaire].

En plus des activités religieuses, l'abbaye utilisait un moulin à eau pour la production d'huile de noix et de farine.
Le village abritera plus tard une petite communauté de Frères Prémontrés (dépendants de l'abbaye de Mondaye, en Normandie)[réf. nécessaire].

## Politique et administration

### Liste des maires
| Période                                                                      | Période                       | Identité                             | Étiquette | Qualité                                         |
| ---------------------------------------------------------------------------- | ----------------------------- | ------------------------------------ | --------- | ----------------------------------------------- |
| Les données manquantes sont à compléter. : de la Révolution au Second Empire |                               |                                      |           |                                                 |
| 1790                                                                         | 1871                          | ?                                    |           |                                                 |
| Les données manquantes sont à compléter. : depuis la fin du Second Empire    |                               |                                      |           |                                                 |
| 1871                                                                         | 1874                          | ?                                    |           |                                                 |
| 1874                                                                         | 1878                          | ?                                    |           |                                                 |
| 1878                                                                         | 1884                          | ?                                    |           |                                                 |
| 1884                                                                         | 1888                          | ?                                    |           |                                                 |
| 1888                                                                         | 1892                          | ?                                    |           |                                                 |
| 1892                                                                         | 1896                          | ?                                    |           |                                                 |
| 1896                                                                         | 1900                          | ?                                    |           |                                                 |
| 1900                                                                         | 1904                          | ?                                    |           |                                                 |
| 1904                                                                         | 1908                          | ?                                    |           |                                                 |
| 1908                                                                         | 1912                          | ?                                    |           |                                                 |
| 1912                                                                         | 1919                          | ?                                    |           |                                                 |
| 1919                                                                         | 1925                          | ?                                    |           |                                                 |
| 1925                                                                         | 1929                          | ?                                    |           |                                                 |
| 1929                                                                         | 1935                          | ?                                    |           |                                                 |
| 1935                                                                         | 1945                          | ?                                    |           |                                                 |
| 1945                                                                         | 1947                          | ?                                    |           |                                                 |
| 1947                                                                         | 1953                          | ?                                    |           |                                                 |
| 1953                                                                         | 1959                          | ?                                    |           |                                                 |
| 1959                                                                         | 1965                          | ?                                    |           |                                                 |
| 1965                                                                         | 1971                          | ?                                    |           |                                                 |
| 1971                                                                         | 1977                          | ?                                    |           |                                                 |
| 1977                                                                         | 1983                          | ?                                    |           |                                                 |
| 1983                                                                         | 1989                          | ?                                    |           |                                                 |
| 1989                                                                         | 1995                          | ?                                    |           |                                                 |
| 1995                                                                         | 2001                          | ?                                    |           |                                                 |
| 2001                                                                         | 2017                          | Pierrette Gary                       | UMP-LR    | Suppléante du député Franck Reynier (2007-2012) |
| 2008                                                                         | 2014                          | Pierrette Gary                       |           | maire sortante                                  |
| 2014                                                                         | 2017                          | Pierrette Gary                       |           | maire sortante                                  |
| 2017 (élection ?)                                                            | 2020                          | Jean-Pierre Ciantar                  |           | retraité de l'enseignement                      |
| 2020                                                                         | En cours (au 27 janvier 2021) | Allain Dorlhiac[source insuffisante] |           | commerçant                                      |

## Population et société

### Démographie
L'évolution du nombre d'habitants est connue à travers les recensements de la population effectués dans la commune depuis 1793. Pour les communes de moins de 10 000 habitants, une enquête de recensement portant sur toute la population est réalisée tous les cinq ans, les populations de référence des années intermédiaires étant quant à elles estimées par interpolation ou extrapolation. Pour la commune, le premier recensement exhaustif entrant dans le cadre du nouveau dispositif a été réalisé en 2006.

En 2022, la commune comptait 456 habitants, en évolution de −2,36 % par rapport à 2016 (Drôme : +2,64 %, France hors Mayotte : +2,11 %).
| 1793 | 1800 | 1806 | 1821 | 1831 | 1836 | 1841 | 1846 | 1851 |
| ---- | ---- | ---- | ---- | ---- | ---- | ---- | ---- | ---- |
| 156  | 149  | 189  | 192  | 202  | 219  | 238  | 262  | 249  |

| 1856 | 1861 | 1866 | 1872 | 1876 | 1881 | 1886 | 1891 | 1896 |
| ---- | ---- | ---- | ---- | ---- | ---- | ---- | ---- | ---- |
| 255  | 259  | 290  | 269  | 274  | 274  | 271  | 283  | 274  |

| 1901 | 1906 | 1911 | 1921 | 1926 | 1931 | 1936 | 1946 | 1954 |
| ---- | ---- | ---- | ---- | ---- | ---- | ---- | ---- | ---- |
| 280  | 251  | 240  | 203  | 198  | 201  | 212  | 186  | 180  |

| 1962 | 1968 | 1975 | 1982 | 1990 | 1999 | 2006 | 2011 | 2016 |
| ---- | ---- | ---- | ---- | ---- | ---- | ---- | ---- | ---- |
| 168  | 170  | 144  | 221  | 286  | 378  | 384  | 367  | 467  |

| 2021 | 2022 | - | - | - | - | - | - | - |
| ---- | ---- | - | - | - | - | - | - | - |
| 464  | 456  | - | - | - | - | - | - | - |

### Enseignement
Bonlieu-sur-Roubion dépend de l'académie de Grenoble.

Une nouvelle école primaire a été construite (respectant les normes HQE) et a été ouverte en 2010. Elle est composée de deux classes, pour 43 enfants.

Pour l'enseignement secondaire, les enfants sont ensuite dirigés vers le collège de Cléon-d'Andran[réf. nécessaire].

### Manifestations culturelles et festivités
- Fête communale : le premier dimanche de mai[1].
- Fête patronale : le dernier dimanche de juillet[1].

### Loisirs
- Chasse et pêche[1].

### Cultes
La paroisse catholique de Bonlieu-sur-Roubion dépend du diocèse de Valence, doyenné de Cléon d'Andran.

## Économie

### Agriculture
En 1992 : céréales, vignes, vergers, ovins.
- Une fromagerie[1].

### Tourisme
- Rives du Roubion[1].

## Culture locale et patrimoine

### Lieux et monuments
- Motte castrale de Puy Guillaumin[réf. nécessaire].
- Abbaye Sainte-Anne des Norbertines : chœur du XIIe siècle[1].

basilique Sainte-Anne, classée au titre des monuments historiques. Elle possède une statue de Sainte-Anne-Trinitaire en bois polychrome dédiée à sainte Anne[réf. nécessaire].
- Église de la Sainte-Vierge de Bonlieu-sur-Roubion.

### Héraldique, logotype et devise
| Blason de Bonlieu-sur-Roubion | Blason  | D'azur à six besants d'argent, ordonnés 3, 2 et 1 ; au chef d'or plain. |
| Blason de Bonlieu-sur-Roubion | Détails | Le statut officiel du blason reste à déterminer.                        |